# Hmelnîțke, Nikopol
Hmelnîțke (în ucraineană Хмельницьке) este un sat în comuna Novosofiivka din raionul Nikopol, regiunea Dnipropetrovsk, Ucraina.

## Demografie
Componența lingvistică a localității Hmelnîțke
     Ucraineană (93,33%)
     Rusă (6,67%)
Conform recensământului din 2001, majoritatea populației localității Hmelnîțke era vorbitoare de ucraineană (93,33%), existând în minoritate și vorbitori de rusă (6,67%).